# ایوژنی بوگودایکو
ایوژنی بوگودایکو (انگلیسی: Ievgenii Bogodaiko؛ زادهٔ ۲۷ آوریل ۱۹۹۴) ورزشکار اهل اوکراین است.
وی در مسابقات کشوری و بین‌المللی در مجموع برندهٔ ۱۹ مدال طلا، ۸ مدال نقره، ۶ مدال برنز شده‌است.